# Universidade Paulista
A Universidade Paulista (UNIP) é uma universidade privada brasileira, sediada em São Paulo, com campi espalhados por todo o estado e ainda em Goiás, Amazonas e no Distrito Federal. No Ensino a Distância (EaD), a instituição atua desde 9 de novembro de 2004, possuindo assim presença em todo o território nacional.
A universidade foi criada em 9 de novembro de 1988, a partir da fusão do Instituto Unificado Paulista, do Instituto de Ensino de Engenharia Paulista, do Instituto de Odontologia Paulista. Sua propriedade é do empresário brasileiro João Carlos Di Genio, quem fundou e presidia o Grupo Objetivo.

## História

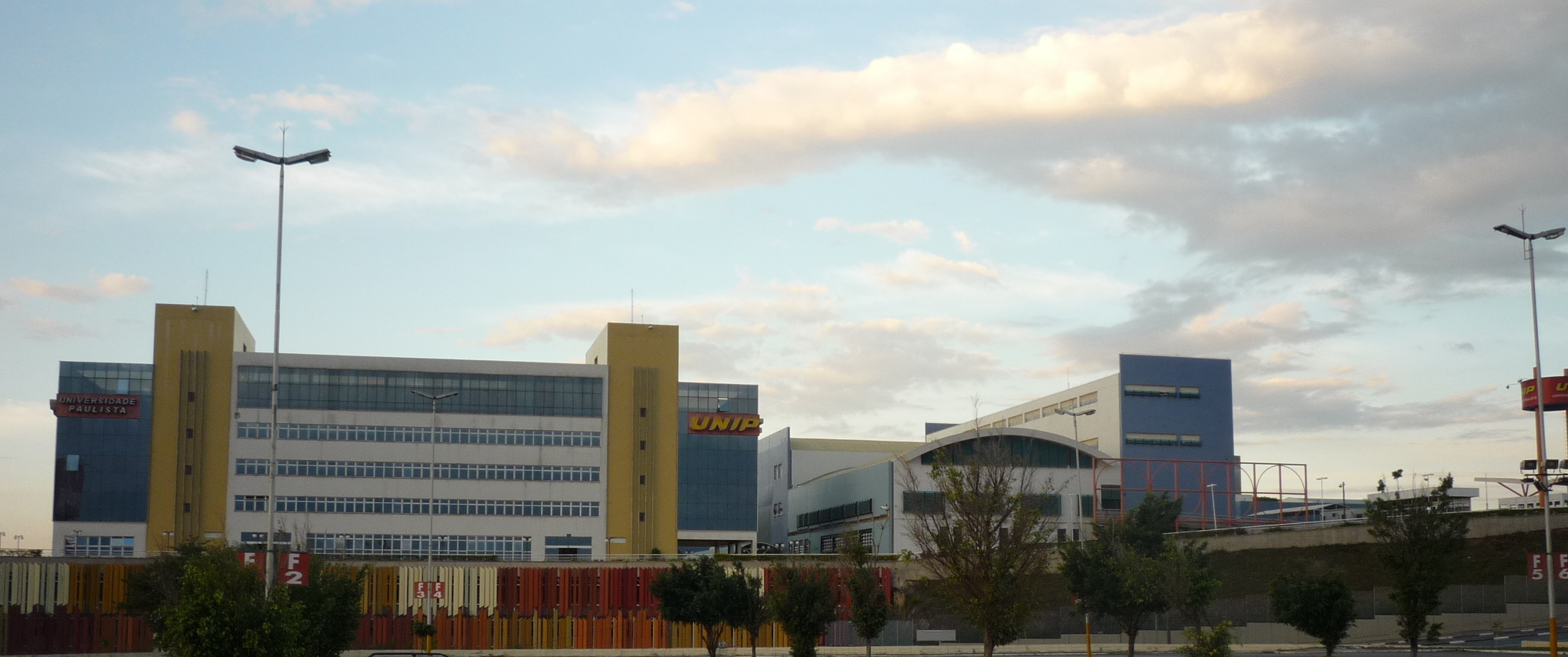
Unidade na cidade de Campinas

A Universidade Paulista (UNIP), iniciou suas atividades em 9 de novembro de 1988. Foi constituída a partir do Instituto Unificado Paulista (IUP), do Instituto de Ensino de Engenharia Paulista (IEEP) e do Instituto de Odontologia Paulista (IOP); pelo empresário João Carlos Di Genio sob a razão social de Associação Unificada Paulista de Ensino Renovado Objetivo - ASSUPERO.
Em 2004, a UNIP foi credenciada para ofertar cursos superiores na modalidade de Educação a Distancia (EaD) pelo Ministério da Educação (MEC).
Atualmente, a UNIP possui mais de 240 mil alunos matriculados. Ao todo, a instituição tem 27 campi, que envolvem 65 unidades em diversos estados brasileiros. A instituição atua também na Educação a Distância (UNIP EaD), possuindo assim presença em todo o território nacional. Em razão do processo de evolução, a UNIP, por meio de uma proposta acadêmica moderna, vem expandindo suas atividades por diversos Campi, visando à preparação de recursos humanos altamente qualificados demandados pela política de desenvolvimento nacional. Sua propriedade é do empresário brasileiro João Carlos Di Genio, quem preside o Grupo Objetivo.
Em 29 de agosto de 2016 a Universidade Paulista – UNIP, formalizou o convênio com a Logos University International (UniLogos). A UniLogos é uma Universidade autorizada pelo Ministério da Educação Nacional, Ensino Superior, Investigação e Inovação da França e credenciada pela Independent Accreditation and Rating Agency of the Kyrgyz Republic (IARC/NIARS).

## Acusação de irregularidades no ENADE
No Exame Nacional de Desempenho de Estudantes (ENADE) 2012, 79% dos 149 cursos avaliados da Universidade Paulista (UNIP) receberam conceito entre 4 e 5 (sendo 5 a nota máxima). O Ministério da Educação (MEC) informou que a Universidade Paulista (UNIP) foi acusada formalmente por outra instituição de ensino superior por irregularidades nas notas do Exame Nacional de Desempenho de Estudantes (Enade) 2012. O MEC enviou um ofício à UNIP no dia 01/03/2012, pedindo que a instituição se pronunciasse em até dez dias.
Segundo a denúncia, a UNIP teria selecionado os melhores alunos para fazer o exame e, dessa forma, elevar o índice geral da instituição e utilizá-los como estratégia de marketing. A acusação era que os piores alunos entravam num "regime de progressão tutelada", no qual as notas eram atribuídas sem cronograma definido, o que tornava esses alunos inaptos para realizar o ENADE; passada a época do Exame, eles saíam desse "limbo" e voltavam a cumprir o cronograma estudantil normalmente.
O Enade avalia o rendimento dos alunos dos cursos de graduação, ingressantes e concluintes, em relação aos conteúdos programáticos dos cursos em que estão matriculados. O exame é obrigatório para os alunos selecionados e condição indispensável para a emissão do histórico escolar. A primeira aplicação ocorreu em 2004 e as avaliações das áreas ocorrem, no máximo, a cada três anos.
Marília Ancoa Lopez, vice-reitora da UNIP, em entrevista ao G1, negou as acusações.  Segundo ela, a UNIP não seleciona os melhores alunos para realização do ENADE, por meio do ocultamento dos piores, mas admitiu que a universidade aumentou a reprovação de alunos nos anos anteriores ao ENADE, como forma de manter uma nota vantajosa no Exame: “Tivemos o caso de um curso de Direito da capital em que 200 alunos saíram para uma instituição concorrente.” Desde 2008, a universidade possui uma comissão de avaliação de cursos e faz um trabalho focado para melhorar a qualidade dos cursos, com revisão de conteúdos das disciplinas, do material didático, entre outras ações.

O Ministério da Educação (MEC), buscando desestimular essa prática, criou um pacote de medidas para evitar que isso aconteça novamente.